# 파나마 철도

파나마 철도 영어 로고

파나마 철도의 노선

파나마 철도(스페인어: Ferrocarril de Panamá. 영어: Panama Canal Railway)는 중앙아메리카에서 대서양과 태평양을 연결하는 철도 노선이다. 이 노선은 파나마 지협을 가로질러 콜론 (대서양)에서 발보아 (태평양, 파나마시티 근처)까지 47.6 마일 (76.6 km) 뻗어 있다.

## 역사
노선 건설의 어려운 물리적 조건과 기술 수준 때문에 이 건설은 800만 달러의 비용과 약 5,000~10,000명의 근로자의 목숨을 앗아간 것으로 잘 알려져 있다. 1855년에 개통한 이 철도는 파나마 운하보다 반세기 앞서 건설되었으며, 1900년대 초 운하 건설을 지원하는 데 중요한 역할을 했다. 운하가 개통되면서 가툰호가 생겨 원래 노선 일부가 침수되어 철도 노선이 변경되었다. 제2차 세계 대전 이후, 철도의 중요성은 감소하였고, 1998년까지 철도의 대부분이 방치되다가, 복합 교통을 위한 철도 재건 프로젝트가 시작되었다. 새로운 철도는 2001년에 개통되었다.
원래 노선은 미국 에서 건설되었다. 1998년 이후 파나마 정부에 임대되었다. 파나마 철도는 주로 화물 운송에 전념하지만 파나마시티와 콜론 간 여객 서비스도 운영했다.